# Kobra pod poduškou
Kobra pod poduškou (podtitul Anglická rozvědka zasahuje; v originále rusky Kobra pod poduškoj) je špionážní román sovětského spisovatele Romana Kima. Vydalo jej moskevské nakladatelství Sovětskij pisatěl roku 1961.
Český překlad Vladimíra Michny vyšel v pražském Světě sovětů, nakladatelství Svazu československo-sovětského přátelství (1966) jako 18. svazek edice Saturn. Obálku navrhl Jaromír Valoušek, odpovědným redaktorem byl Dušan Kubálek. Paperback [ˈpeɪpəbæk]IPA, vydaný v nákladu 50 000 výtisků, vytiskl písmem Primus Tisk, n. p., Brno.
Anotace, na obálce vzadu, román vystihuje těmito slovy:
| „ | Pracovníci britské výzvědné služby připravují akci na podporu invaze spojeneckých vojsk na Sicílii. Podaří se jim oklamat německé velení? A jakou úlohu hraje v tomto příběhu sovětský novinář Muchin? Příběh vychází ze skutečných událostí, strhujících svou dramatičností. | “ |